# Мухоршибирский район
Мухоршиби́рский райо́н (бур. Мухар Шэбэрэй аймаг) — административно-территориальная единица и муниципальное образование (муниципальный район) в составе Республики Бурятия Российской Федерации.
Административный центр — село Мухоршибирь.

## География

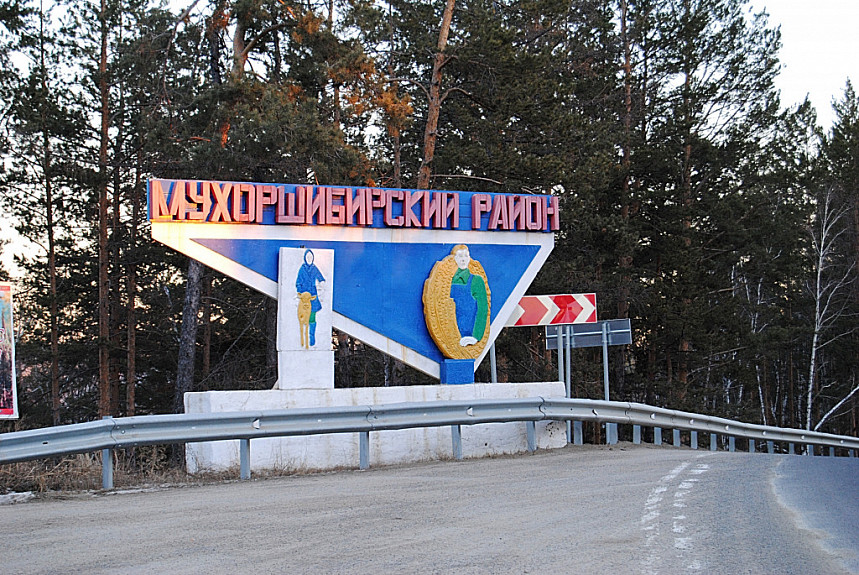
Стела при въезде в Мухоршибирский район.

Мухоршибирский район, площадью 4539 км², расположен в южной части Бурятии. Занимает Тугнуйско-Сухаринскую впадину с плоско-волнистыми степями, орошаемыми реками Тугнуй, Сухара и их притоками. Климат — резко континентальный, с холодной продолжительной зимой и коротким жарким летом.
На юге по Заганскому хребту район граничит с Бичурским районом. На севере хребтом Цаган-Дабан отделён от Тарбагатайского и Заиграевского районов. На западе, в пойме реки Хилок, граничит с Селенгинским районом, на востоке (в верховьях реки Тугнуй) — с Забайкальским краем.
По природно-хозяйственному зонированию республики Мухоршибирский район относится к степной и лесостепной зонам.

## История
Мухоршибирский аймак Бурят-Монгольской АССР образован 26 сентября 1927 года.
8 октября 1927 года состоялся первый Мухоршибирский аймачный съезд Советов, на котором присутствовало 36 делегатов с правом решающего голоса от 33-тысячного населения. По социальному положению все крестьяне, из них 11 бедняков и 25 середняков. Делегаты избрали исполнительный комитет в составе 17 человек, а на его организационном Пленуме был избран Президиум аймачного исполнительного комитета в составе Председателя Старцева Георгия Петровича, его заместителя Дондубона Цыренжапа, секретаря Аносова Осипа Ивановича.
По состоянию на 1 апреля 1928 года в районе было 28 сельских крестьянских комитетов взаимной помощи — кресткомов. Кроме кресткомов в районе организовывались товарищества по совместной обработке земли — «ТОЗы». Массовая же коллективизация началась в 1930—1931 годах. В организации колхозов заметную роль сыграли 25-тысячники. В 1932 году созданы Хонхолойская и Гашейская машинно-тракторные станции (МТС). В последующие годы в районе и республике хорошо были известны имена стахановцев, ударников труда, работавших в МТС, Лыгдена Цыренова и Александра Варфоломеева. За успешную работу по укреплению и развитию сельского хозяйства района коллектив Хонхолойской МТС был удостоен ордена «Знак Почета».
В 1981 году в Тугнуйской долине были разведаны богатейшие залежи угля (часть Олон-Шибирского месторождения), а спустя 4 года прибыли первые строители для возведения добывающего предприятия у Тугнуйского разреза и рабочего посёлка при нём. В 1989 году в Саган-Нуре добыли первый уголь. С разработкой Тугнуйского угольного разреза район стал промышленно-сельскохозяйственным.
1 февраля 1963 года в состав Мухоршибирского аймака включён Бичурский аймак.
11 января 1965 года Мухоршибирский аймак восстановлен в границах 1963 года, с выделением из его границ Бичурского аймака.
В октябре 1977 года Мухоршибирский аймак Бурятской АССР переименован в Мухоршибирский район.

## Население
| 1939    | 1959    | 1960    | 1961    | 1962    | 1963    | 1964    | 1965    | 1966    | 1967    | 1968    | 1969    |
| ------- | ------- | ------- | ------- | ------- | ------- | ------- | ------- | ------- | ------- | ------- | ------- |
| 23 900  | ↗25 900 | ↗26 500 | ↗27 000 | ↗27 700 | ↗28 200 | ↗29 000 | ↗29 100 | ↗29 300 | ↘29 200 | ↘29 000 | ↗29 200 |
| 1970    | 1971    | 1972    | 1973    | 1974    | 1975    | 1976    | 1977    | 1978    | 1979    | 1980    | 1981    |
| ↘28 100 | ↘27 900 | ↗28 100 | ↘27 600 | ↘27 300 | ↘26 500 | ↗26 900 | ↘26 500 | ↘26 400 | →26 400 | ↗26 500 | ↘26 400 |
| 1982    | 1983    | 1984    | 1985    | 1986    | 1987    | 1988    | 1989    | 1990    | 1991    | 1992    | 1993    |
| →26 400 | ↗26 600 | ↗26 700 | ↗27 200 | ↗27 700 | →27 700 | ↗28 200 | ↗28 800 | ↗29 100 | ↗29 600 | ↗29 900 | ↗30 100 |
| 1994    | 1995    | 1996    | 1997    | 1998    | 1999    | 2000    | 2001    | 2002    | 2003    | 2004    | 2005    |
| →30 100 | ↘29 900 | ↘29 800 | ↘29 600 | ↘29 500 | ↘29 400 | ↘29 100 | ↘28 900 | ↘27 230 | ↗28 600 | ↘28 100 | ↘27 600 |
| 2006    | 2007    | 2008    | 2009    | 2010    | 2011    | 2012    | 2013    | 2014    | 2015    | 2016    | 2017    |
| ↘27 200 | ↘26 700 | ↘26 400 | ↘26 000 | ↘24 969 | ↘24 921 | ↘24 562 | ↘24 395 | ↘24 140 | ↘23 850 | ↘23 646 | ↘23 413 |
| 2018    | 2019    | 2020    | 2021    | 2023    | 2024    |         |         |         |         |         |         |
| ↘23 322 | ↘23 114 | ↘22 856 | ↘22 044 | ↘21 660 | ↘21 379 |         |         |         |         |         |         |

Согласно прогнозу Минэкономразвития России, численность населения будет составлять:
- 2024 — 22,6 тыс. чел.
- 2035 — 21,56 тыс. чел.

## Территориальное устройство
Мухоршибирский район разделён на следующие административно-территориальные единицы: 13 сельсоветов и 3 сомона.
Муниципальный район включает 16 муниципальных образований со статусом сельских поселений. Они соответствуют сельсоветам и сомонам.
| №  | Сельское поселение | Административный центр | Количество населённых пунктов | Население (чел.) | Площадь (км²) | Административно- территориальная единица |
| -- | ------------------ | ---------------------- | ----------------------------- | ---------------- | ------------- | ---------------------------------------- |
| 1  | Барское            | село Бар               | 1                             | ↘365             | 126,15        | Барский сельсовет                        |
| 2  | Бомское            | улус Бом               | 1                             | ↘338             | 148,60        | Бомский сельсовет                        |
| 3  | Калиновское        | село Калиновка         | 2                             | ↘650             | 215,35        | Калиновский сельсовет                    |
| 4  | Кусотинское        | улус Кусоты            | 2                             | ↘639             | 191,00        | Кусотинский сомон                        |
| 5  | Мухоршибирское     | село Мухоршибирь       | 1                             | ↘4828            | 127,33        | Мухоршибирский сельсовет                 |
| 6  | Нарсатуйское       | улус Нарсата           | 2                             | ↘357             | 101,19        | Нарсатуйский сельсовет                   |
| 7  | Никольское         | село Никольск          | 1                             | ↘1258            | 143,41        | Никольский сельсовет                     |
| 8  | Новозаганское      | село Новый Заган       | 2                             | ↘2047            | 158,91        | Новозаганский сельсовет                  |
| 9  | Подлопатинское     | село Подлопатки        | 3                             | ↘804             | 252,80        | Подлопатинский сельсовет                 |
| 10 | Саганнурское       | посёлок Саган-Нур      | 1                             | ↘4033            | 49,93         | Саганнурский сельсовет                   |
| 11 | Тугнуйское         | село Тугнуй            | 3                             | ↘735             | 189,01        | Тугнуйский сельсовет                     |
| 12 | Харашибирское      | село Харашибирь        | 1                             | ↘824             | 160,50        | Харашибирский сельсовет                  |
| 13 | Хонхолойское       | село Хонхолой          | 1                             | ↗1362            | 181,51        | Хонхолойский сельсовет                   |
| 14 | Хошун-Узурское     | улус Хошун-Узур        | 2                             | ↘490             | 107,57        | Хошун-Узурский сомон                     |
| 15 | Цолгинское         | улус Цолга             | 4                             | ↘1346            | 382,12        | Цолгинский сомон                         |
| 16 | Шаралдайское       | село Шаралдай          | 2                             | ↘1303            | 341,47        | Шаралдайский сельсовет                   |

### Населённые пункты
В Мухоршибирском районе 29 населённых пунктов.
| №  | Населённый пункт | Тип     | Население | Сельское поселение |
| -- | ---------------- | ------- | --------- | ------------------ |
| 1  | Балта            | улус    | ↘301      | Цолгинское         |
| 2  | Бар              | село    | ↘365      | Барское            |
| 3  | Бом              | улус    | ↘338      | Бомское            |
| 4  | Верхний Сутай    | село    | ↘70       | Нарсатуйское       |
| 5  | Галтай           | улус    | ↘446      | Калиновское        |
| 6  | Гашей            | село    | ↘534      | Цолгинское         |
| 7  | Зандин           | улус    | ↘58       | Цолгинское         |
| 8  | Калиновка        | село    | ↘410      | Калиновское        |
| 9  | Куготы           | село    | ↘356      | Шаралдайское       |
| 10 | Кусоты           | улус    | ↘703      | Кусотинское        |
| 11 | Мухоршибирь      | село    | ↘4828     | Мухоршибирское     |
| 12 | Нарсата          | улус    | ↘349      | Нарсатуйское       |
| 13 | Никольск         | село    | ↘1258     | Никольское         |
| 14 | Новоспасск       | село    | ↘57       | Тугнуйское         |
| 15 | Новый Заган      | село    | ↘1553     | Новозаганское      |
| 16 | Подлопатки       | село    | ↘1006     | Подлопатинское     |
| 17 | Саган-Нур        | посёлок | ↘4033     | Саганнурское       |
| 18 | Старый Заган     | село    | ↘312      | Новозаганское      |
| 19 | Степной          | посёлок | ↘113      | Тугнуйское         |
| 20 | Тугнуй           | село    | ↘740      | Тугнуйское         |
| 21 | Усть-Алташа      | улус    | ↘200      | Подлопатинское     |
| 22 | Харашибирь       | село    | ↘824      | Харашибирское      |
| 23 | Харьястка        | улус    | ↘100      | Хошун-Узурское     |
| 24 | Хонхолой         | село    | ↗1362     | Хонхолойское       |
| 25 | Хошун-Узур       | улус    | ↗500      | Хошун-Узурское     |
| 26 | Цолга            | улус    | ↘737      | Цолгинское         |
| 27 | Черноярово       | село    | ↘7        | Подлопатинское     |
| 28 | Шаралдай         | село    | ↘1414     | Шаралдайское       |
| 29 | Шинестуй         | улус    | ↘96       | Кусотинское        |

## Экономика

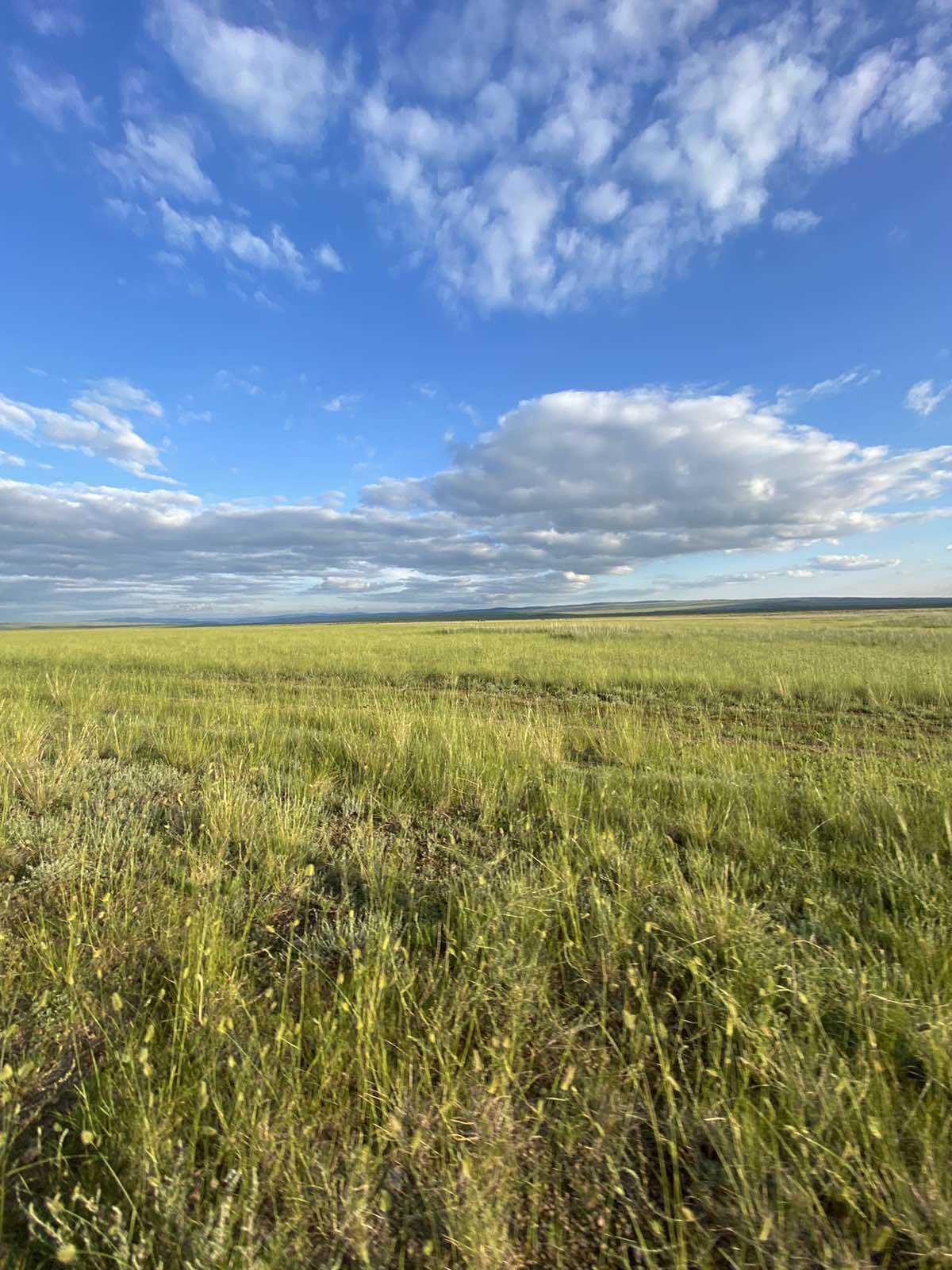
Пейзаж Мухоршибирского района. Тугнуйская долина

Результаты социально-экономического развития района за 5-летний период. Промышленные предприятия района удвоили объём производства своей продукции и достигли роста к 2012 году на 266 %. Основную долю промышленной продукции производит коллектив АО «Разрез Тугнуйский». Тугнуйский разрез с 1989 года добывает уголь Олонь-Шибирского месторождения. За время работы получено более 156 миллионов тонн угля, который по своим характеристикам является одним из самых высококачественных в Восточной Сибири и пользуется устойчивым спросом, как на внутреннем, так и на внешнем рынках. Ежегодный объём добычи составляет 12,5-13,5 млн тонн. Работающая при разрезе Тугнуйская обогатительная фабрика перерабатывает более 12 млн тонн угля в год. В 2016 году горняки Тугнуйского разреза выдали на-гора первый миллион тонн угля с горного участка Никольского месторождения. Данное каменноугольное месторождение находится на территориях Петровск-Забайкальского района Забайкальского края и Мухоршибирского района Республики Бурятия. Промышленные запасы Никольского месторождения составляют 270 млн тонн угля, большая часть которого находится на территории Бурятии − 173,5 млн тонн.
По предприятиям пищевой и перерабатывающей промышленности объёмы производства возросли в 4,2 раза и составили 84,9 млн руб. В СПК «Колхоз Искра» запущен современный убойный цех, приобретена и запущена линия по переработке молока. Ассортимент, выпускаемой кисломолочной продукции: молоко пастеризованное, кефир, ряженка, топлёное молоко, творог, сметана, масло сливочное, а также широкий ассортимент продукции мясных полуфабрикатов.

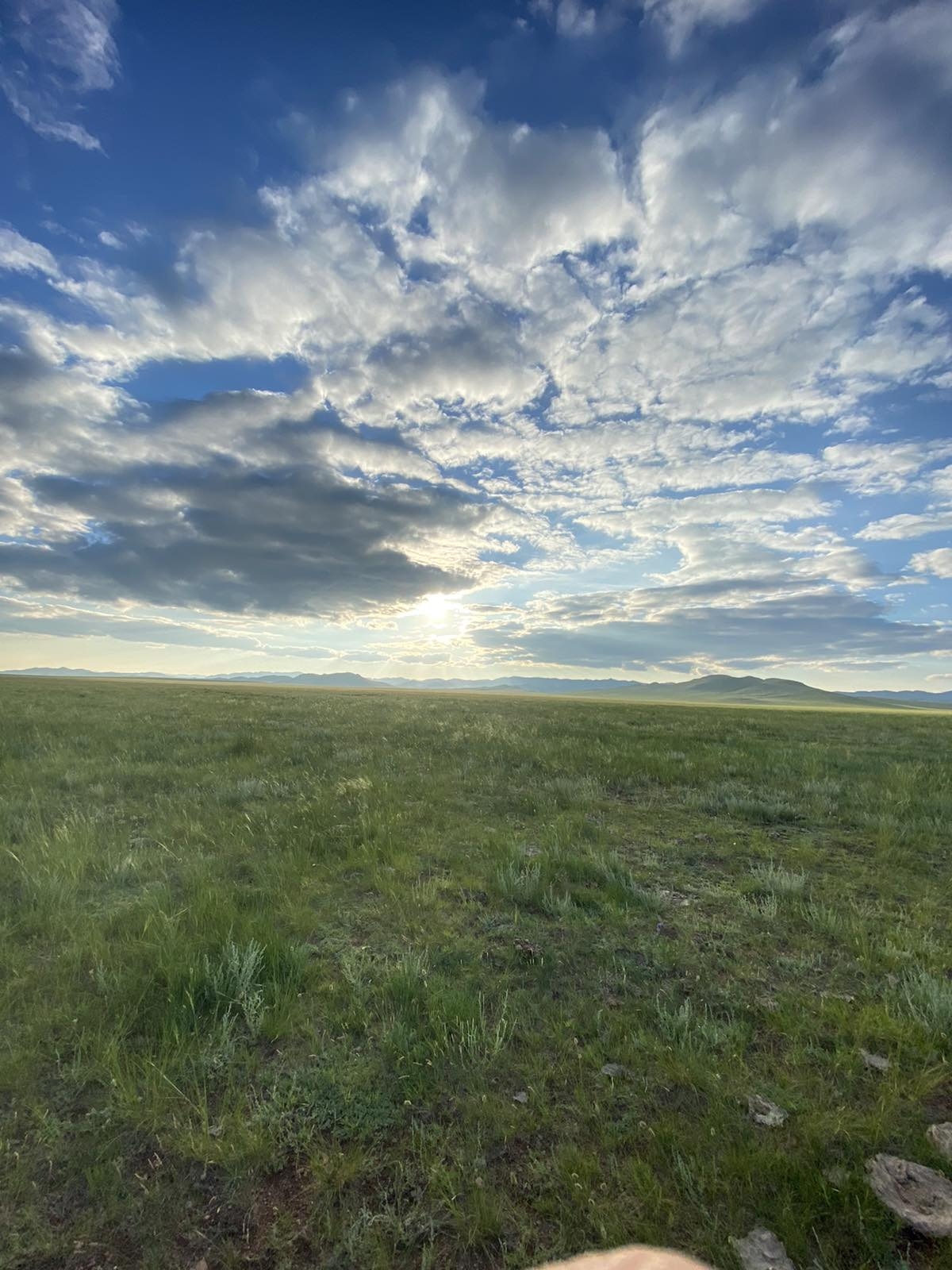
Тугнуйская долина

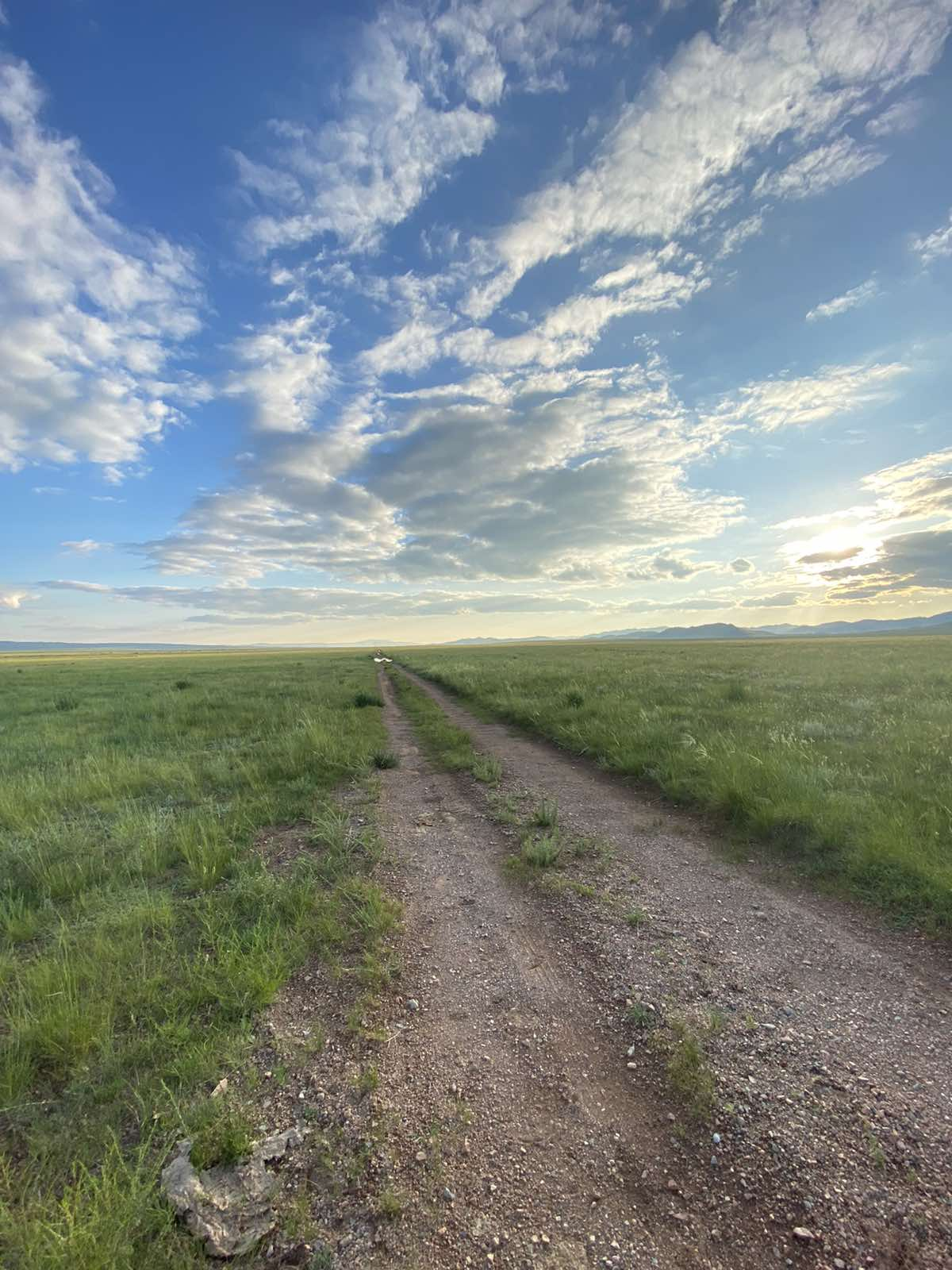
Пейзажи Мухоршибирского района

В аграрном секторе района производством сельскохозяйственной продукции занимается 6 сельскохозяйственных предприятий, 45 крестьянско-фермерских хозяйств ИП, 3840 ЛПХ. Основными направлениями развития сельскохозяйственных предприятий района является производство зерна, молока, мяса, овощей. Объём произведенной сельскохозяйственной продукции в хозяйствах района составляет более одного миллиарда рублей в год.
Обеспеченность сельскохозяйственной продукцией собственного производства жителей района составляет:
- Картофелем — 568,4 %
- Молоком — 76 %
- Мясом — 207,7 %
- Овощами — 141 %

С развитием рыночной экономики всё большую нишу в экономическом развитии занимает предпринимательство. В сфере малого предпринимательства осуществляет деятельность 129 малых предприятий и 438 индивидуальных предпринимателя. Наибольший удельный вес от общего числа хозяйствующих субъектов занимают субъекты малого предпринимательства, которые осуществляют свою деятельность в сфере торговли, общественном питании и бытовых услугах.
Важным сектором экономики является потребительский рынок. Торговое обслуживание населения осуществляет 228 предприятий розничной торговли и 23 предприятия общественного питания.
Розничная торговля района также представлена крупными предприятиями современной торговой сети «Титан», «Барис», работает 2 социальных магазина в 2 населённых пунктах.
На сегодняшний день экономика района развивается динамичными темпами, создаются новые рабочие места, увеличиваются площади обрабатываемых залежных земель, используются новые современные ресурсосберегающие технологии, улучшается инвестиционный климат. Главным достоянием земли Мухоршибирской есть и будут люди труда. Мухоршибирский район живёт и развивается во всех отраслях экономики.

## Транспорт
Через Мухоршибирский район проходят федеральная автомагистраль Р258 «Байкал» и две региональные автодороги — Р441 Мухоршибирь — Бичура — Кяхта и 03К-006 Улан-Удэ — Тарбагатай — Окино-Ключи. Пассажирское сообщение с административным центром района и столицей республики обеспечивается автобусами и маршрутными такси.

## Достопримечательности

### Историко-культурные достопримечательности
- Дом-музей И. К. Калашникова в селе Шаралдай.
- Никольская церковь в селе Мухоршибирь (РПЦ).[23]
- Покровская церковь в селе Новый Заган (РДЦ).[24]
- Тугнуйский дацан. Тугнуйско-Галтайский дацан (тибетское название — «Даши Чойнхорлинг») находится в улусе Харьястка. Относится к Буддийской традиционной сангхе России. Зарегистрирован в 2000 году. Тугно-Галтайский дацан был утверждён указом иркутского генерал-губернатора от 12 марта 1773 года. Первоначально был построен в местности Галтай Хоринского ведомства Верхнеудинского округа на народные средства. В 1842 года в дацане служило 38 лам, к приходу дацана относились первоначально 8 хоринских родов, но с возникновением Хохюртайского и Цолгинского дацанов осталось 5 родов. В 1934 году дацан был разрушен до основания. Возрождён методом народной стройки. Дважды в месяц здесь проходят хуралы.

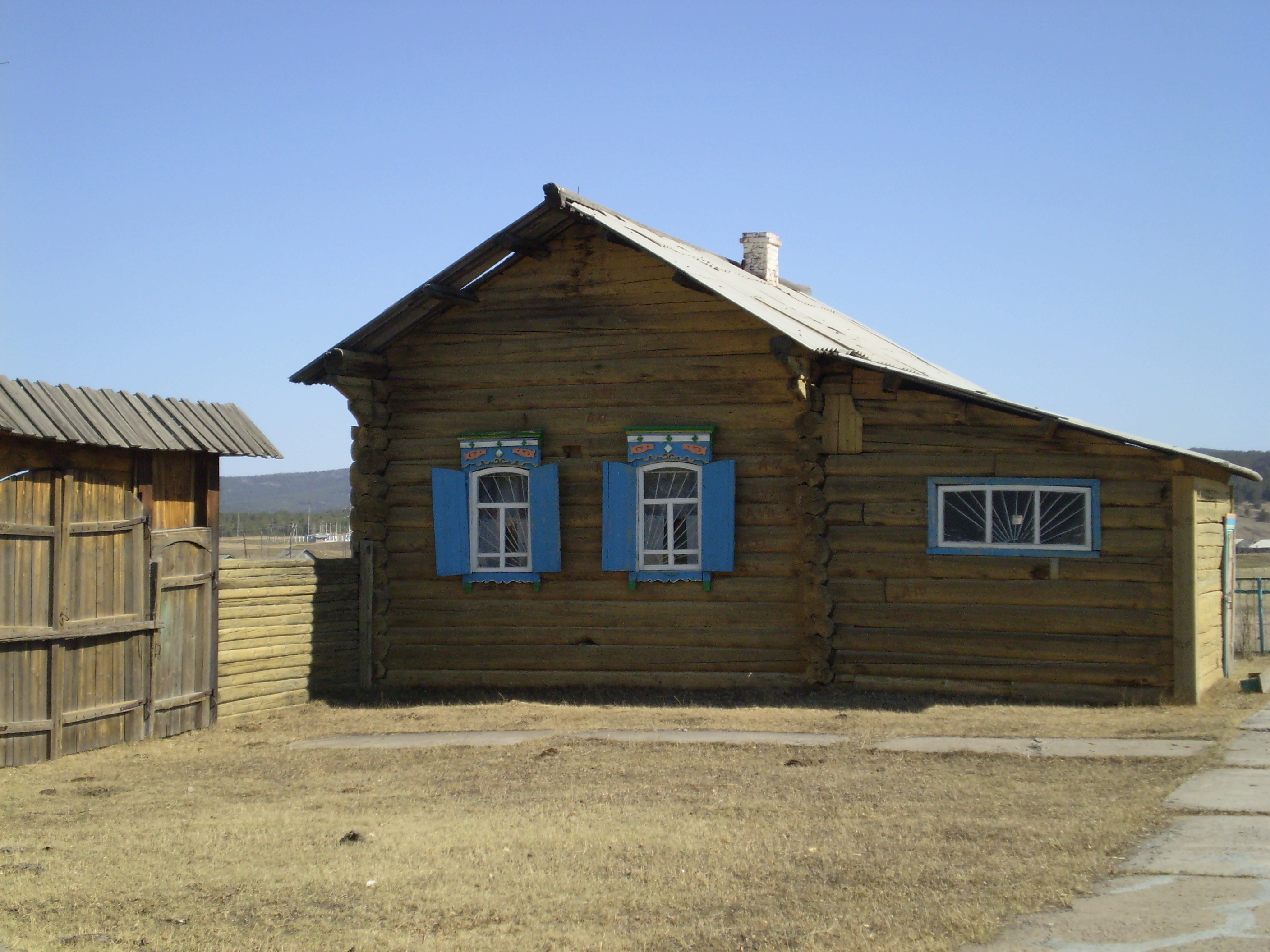
Дом-музей Исая Калашникова
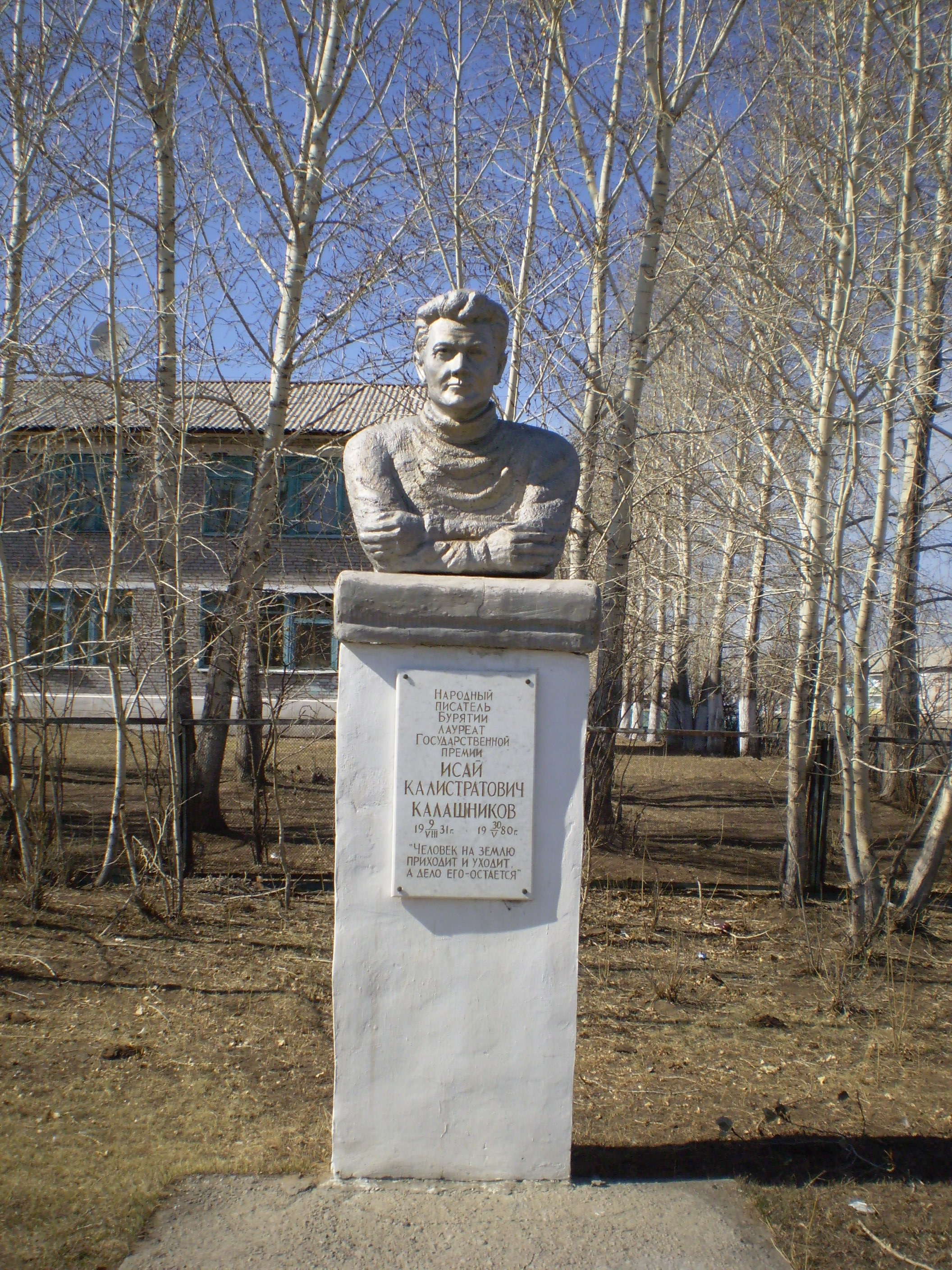
Памятник Исаю Калашникову
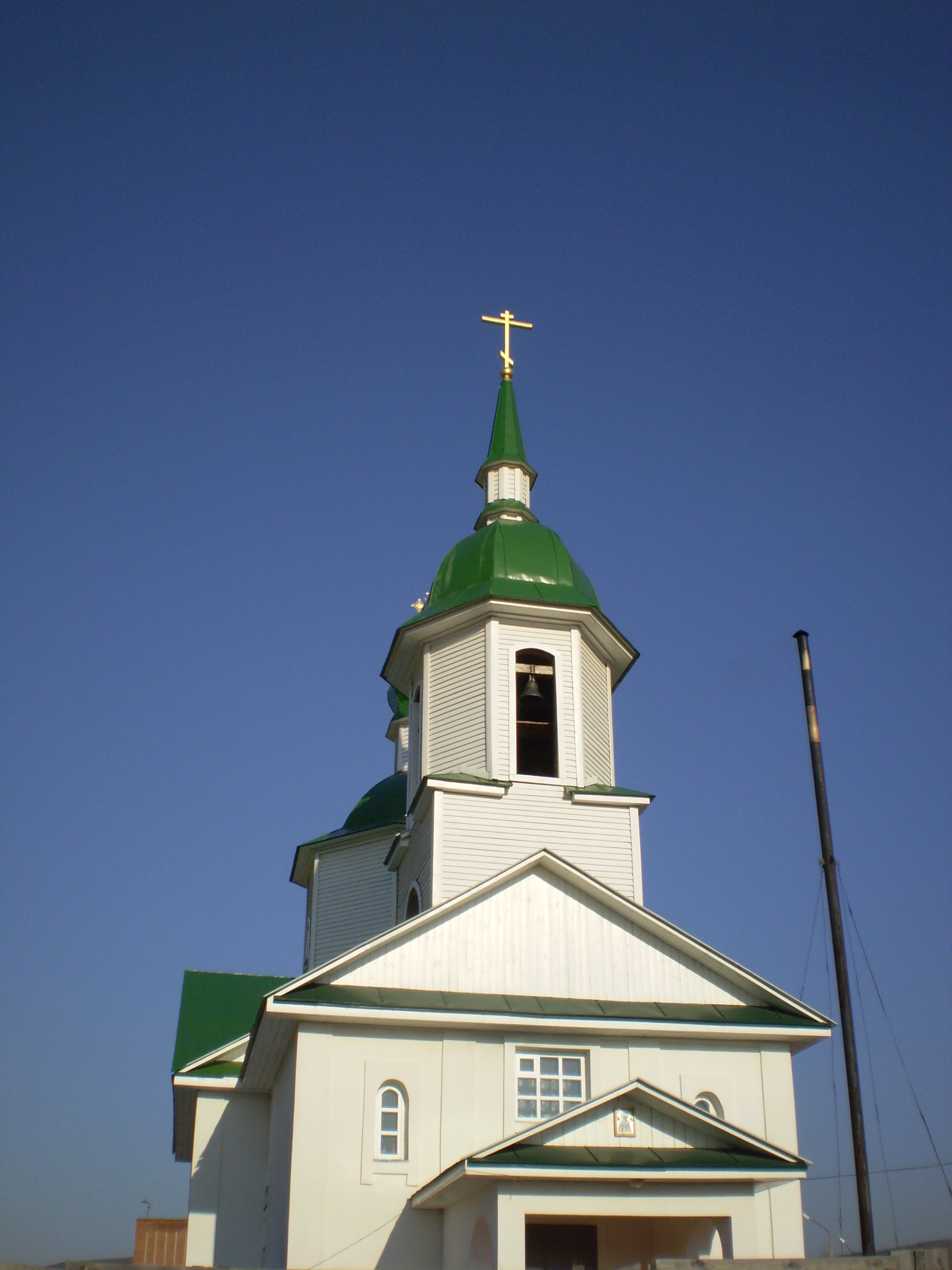
Никольская церковь в с. Мухоршибирь
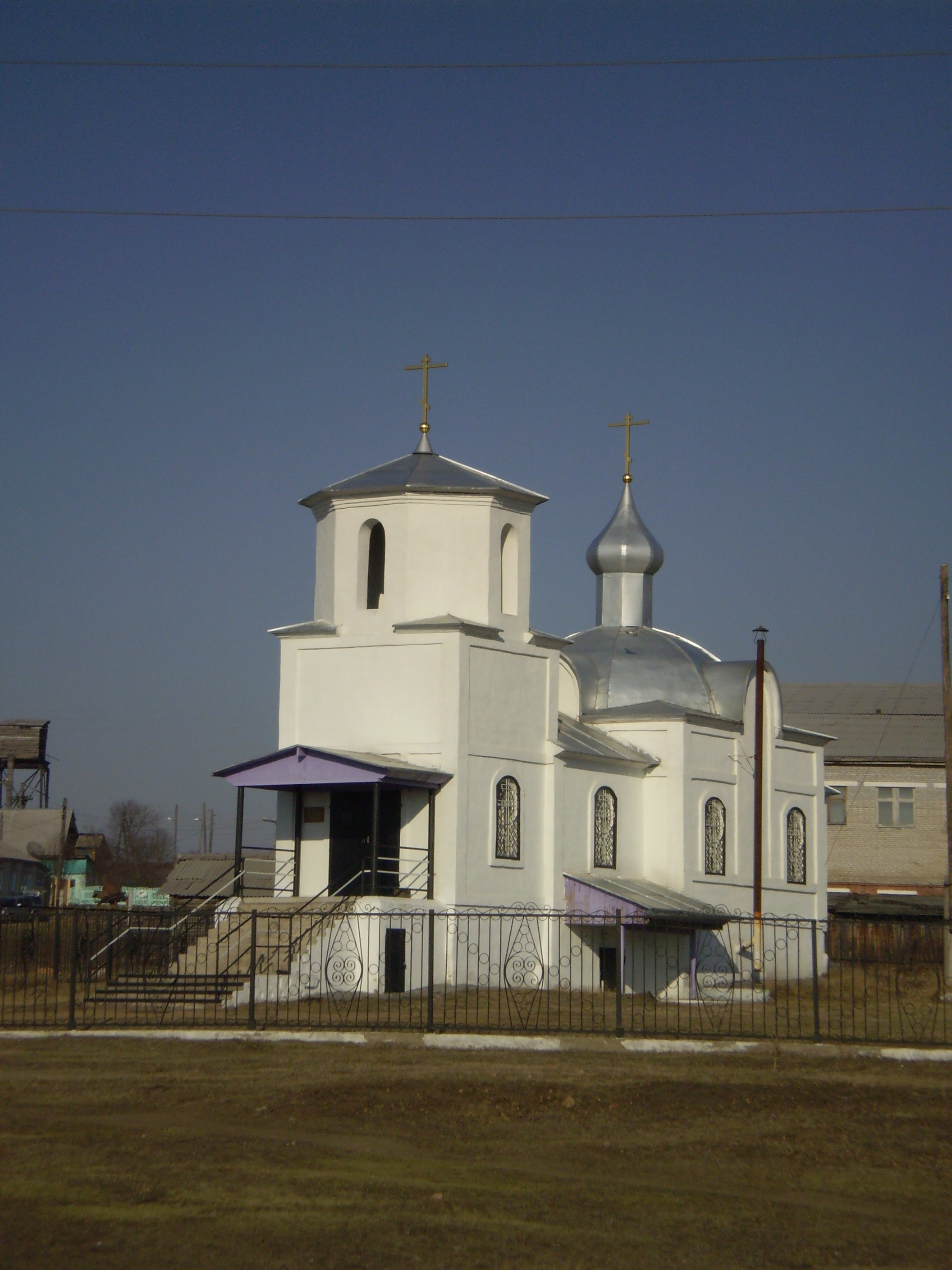
Покровская церковь в с.Новый Заган
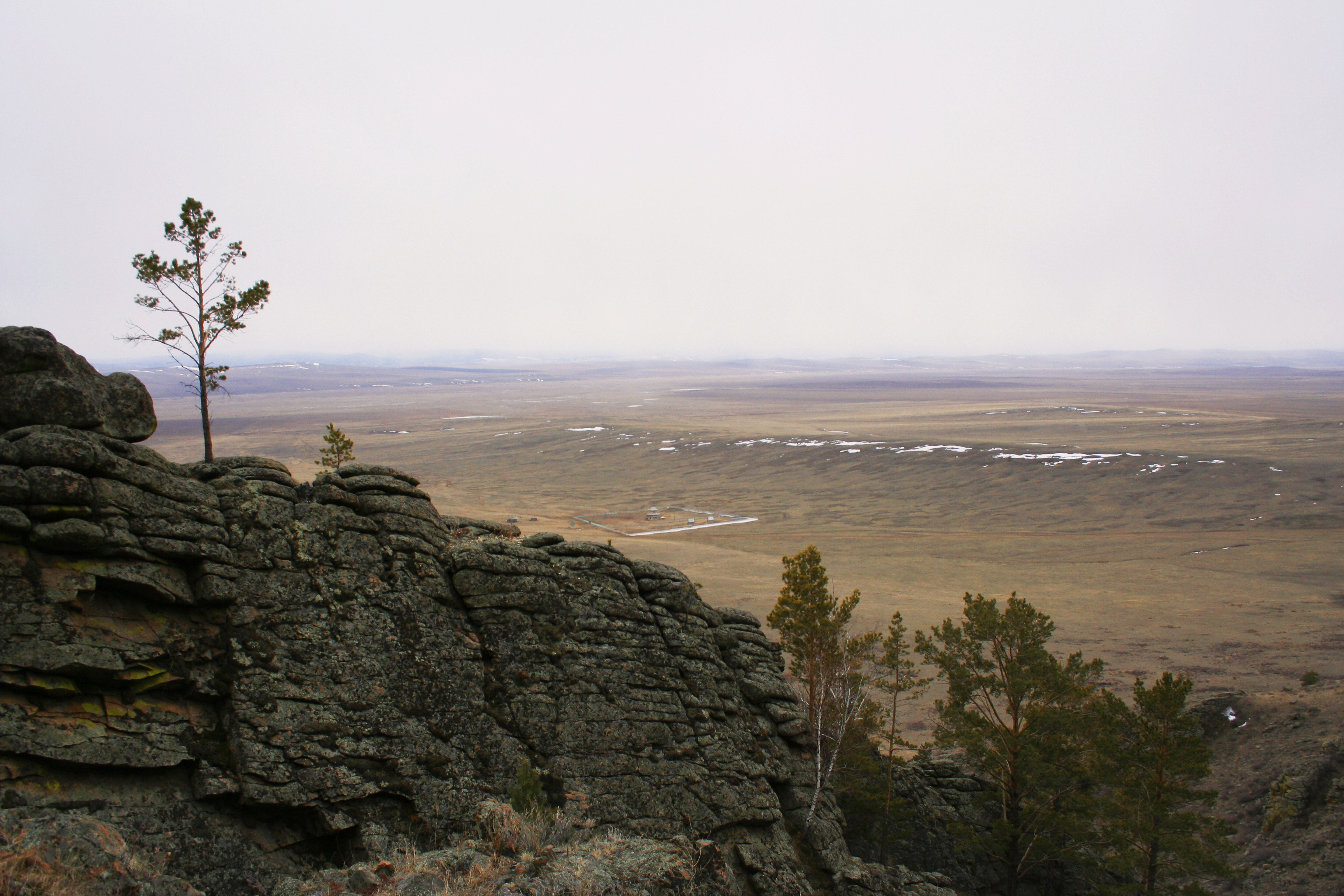
Тугнуйский заказник

### Природные достопримечательности
- Гора Баин-Хара.
- Гора Гэр-Шулуун.
- Крепость Тайхан.
- Пещера Шара-Тэбсэг.
- Скала Табан-Хурган.
- Тугнуйские столбы.

### Заповедные территории
- Алтачейский заказник.
- Тугнуйский заказник.